# Cliff Barker
Cliff Barker   (Muncie, 15 de gener de 1921 - Satsuma, 17 de març de 1998) fou un jugador de bàsquet estatunidenc que va competir durant a finals de la dècada de 1940 i començaments de la de 1950. Jugava de base.
Durant la Segona Guerra Mundial va ser fet presoner durant 16 mesos per l'Alemanya nazi.
El 1948 va prendre part en els Jocs Olímpics de Londres, on guanyà la medalla d'or en la competició de bàsquet. Durant la seva carrera guanyà la lliga de l'NCAA de 1948 i 1949 amb l'equip de la Universitat de Kentucky. Posteriorment, entre 1949 i 1952, jugà a l'Indianapolis Olympians de l'NBA.